# Pniewo Wielkie
Pniewo Wielkie es un pueblo de Polonia, en Mazovia.  Se encuentra en el distrito (Gmina) de Regimin, perteneciente al condado (Powiat) de Ciechanów. Se encuentra aproximadamente a 6 km al oeste de Regimin, 14 km al noroeste de Ciechanów, y a 89 km  al noroeste de Varsovia.
Entre 1975 y 1998 perteneció al voivodato de Ciechanów.